# NGC 3935
NGC 3935 est une galaxie spirale située dans la constellation de la Grande Ourse. NGC 3935 a été découverte par l'astronome britannique John Herschel en 1827.

## Caractéristiques
NGC 3935 présente une large raie HI.

### Distance
Sa vitesse par rapport au fond diffus cosmologique est de 3 348 ± 20 km/s, ce qui correspond à une distance de Hubble de 49,4 ± 3,5 Mpc (∼161 millions d'al).
À ce jour, trois mesures non basées sur le décalage vers le rouge (redshift) donnent une distance de 35,267 ± 1,474 Mpc (∼115 millions d'al), ce qui est à l'extérieur des valeurs de la distance de Hubble. Notons cependant que c'est avec la valeur moyenne des mesures indépendantes, lorsqu'elles existent, que la base de données NASA/IPAC calcule le diamètre d'une galaxie et qu'en conséquence le diamètre de NGC 3935 pourrait être d'environ 20,8 kpc (∼67 800 al) si on utilisait la distance de Hubble pour le calculer.

### Radiogalaxie
Selon la base de données Simbad, NGC 3935 est une radiogalaxie.

## Groupe de NGC 3995
Selon A.M. Garcia, la galaxie NGC 3935 fait partie d'un groupe de galaxies qui compte au moins 11 membres, le groupe de NGC 3995. Les autres membres du groupe sont IC 2981*, NGC 3986, NGC 3991, NGC 3994, NGC 3995, IC 2973, IC 2978, IC 2979, MCG 4-26-54 et UGC 6892.
La galaxie NGC 3966 de la liste de Garcia est PGC 37462. Cette galaxie est IC 2981 et non NGC 3966. En fait, les galaxies NGC 3966 et NGC 3986 sont une seule et même galaxie, soit PGC 37544. Un autre doublon du New General Catalogue
Les galaxies NGC 3986, NGC 3991, NGC 3994, NGC 3995 et IC 2979 (notée 1154+3225 une abréviation pour CGCG 1154.3+3225) apparaissent aussi dans un groupe décrit dans un article d'Abraham Mahtessian paru en 1998.